# تارلند
تارلند (به انگلیسی: Tarland) یک روستا در بریتانیا است که در آبردین‌شایر واقع شده‌است. تارلند ۶۹۸ نفر جمعیت دارد.